# برنهام (ایلینوی)
برنهام (به انگلیسی: Burnham) یک روستا در ایالات متحده آمریکا است که در شهرستان کوک (ایلینوی) واقع شده‌است. برنهام ۵٫۰۲ کیلومتر مربع مساحت و ۴٬۲۰۶ نفر جمعیت دارد.